# Hildesheim Domkirke
Hildesheim Domkirke er en kirke i byen Hildesheim i den tyske delstat Niedersachsen. Den er domkirke i bispedømmet Hildesheim. Den første kirke på stedet blev påbegyndt allerede i 872. Den nuværende kirke og kunst er sammen med St. Michaelskirken fra 1985 på UNESCOs liste over verdens kulturarv.

## Historie

### Bygning
Hildesheimerdomkirken St. Maria blev bygget 872 af biskop Altfrid og ombygget og udvidet mellem 11. og 14. århundrede. Alle efterfølgende bygninger blev rejst på samme fundament. Den omkringliggende bispegård viser tydelig strukturen af Bernward von Hildesheims (død 1022) katedralfæstning.

### Ødelæggelser under anden verdenskrig
Under anden verdenskrig blev katedralen næsten fuldstændig ødelagt. Det skete i et bombardement 22. marts 1945. Grundsten for genrejsningen blev lagt 16. juli 1950, og kirken ble nyindviet 27. marts 1960. Genrejsningen er udført i antaget romansk stil; der er set bort fra senere faser i barok. Med henblik på bispedømmets 1200-årsjubileum i 2015 planlægges yderlige renoveringer og ombygninger.

### Den tusindårige rosenbusk
Kirkebygningen er kendt for den såkaldte tusindårige rosenbusk som vokser på ydervæggen til apsis, indenfor korsgangen. Nøjagtig alder kan ikke måle, men der findes bevis gennem mindst 400 år. Busken skal være verdens ældste kendte rose.
Legenden nævner år 815. På den tid skal kejseren Ludvig den Fromme have fået læst en messe i forbindelse med at han var på jagt midt i skoven. Han havde med et relikvie, og hængte det op på en vildrosekvist. Efter messen kunne han ikke få relikviet løs. Dette så kejseren som et tegn på at han skulle grundlægge et bispedømme der, ikke i Elze som oprindelig planlagt. Bispedømmet skulle vies til Guds mor Maria, som rosen er et symbol for.
Efter at katedralen blev ødelagt under bombardement i 1945, var der kun en brændt stump tilbage af rosen, og man frygtede at bombardementet var blevet dens endeligt. Men rødderne var stort set uskadt, og de begyndte at skyde kviste igen efter kort tid. Siden er nye grene blevet markeret med skilte som viser årstallet da de begyndte at vokse. Da befolkningen så de nye skud, blev det taget som tegn på en god ny begyndelse og rosen har siden været et symbol for byen.

## Kunst
Verdensberømt er følgende objekter af bronze fra biskop Bernwards tid (993–1022):
- Bernwardsdøren fra 1015 som viser frelsehistorien
- Kristussøjlen fra 1020 som viser Kristi gerninger